# Lucas Redecker
Lucas Bello Redecker (Novo Hamburgo, 26 de maio de 1981) é um político brasileiro filiado ao Partido da Social Democracia Brasileira (PSDB). Filho do ex-deputado federal Júlio Redecker, atualmente exerce seu primeiro mandato de deputado federal pelo Rio Grande do Sul. Até abril de 2021, Lucas apresentou alinhamento de 90% com o governo Bolsonaro nas votações da câmara.

## Biografia
Descendente de alemães, Lucas Redecker nasceu no dia 26 de maio de 1981 em Novo Hamburgo, filho primogênito do político  Júlio Redecker,  e da pedagoga Salete Bello Redecker. Começou sua militância política no Partido Progressista Brasileiro (PPB), se tornado presidente da Juventude Progressista Gaúcha, porém saiu do partido após o pai se juntar no Partido da Social Democracia Brasileira (PSDB) por discordâncias na integração da base do Governo Lula. Em 2004 candidatou a prefeito de Novo Hamburgo pelo PSDB, obtendo 9% dos votos na eleição. Possui graduações incompletas em direito pela Universidade do Vale do Rio dos Sinos e medicina veterinária pela Universidade Luterana do Brasil.

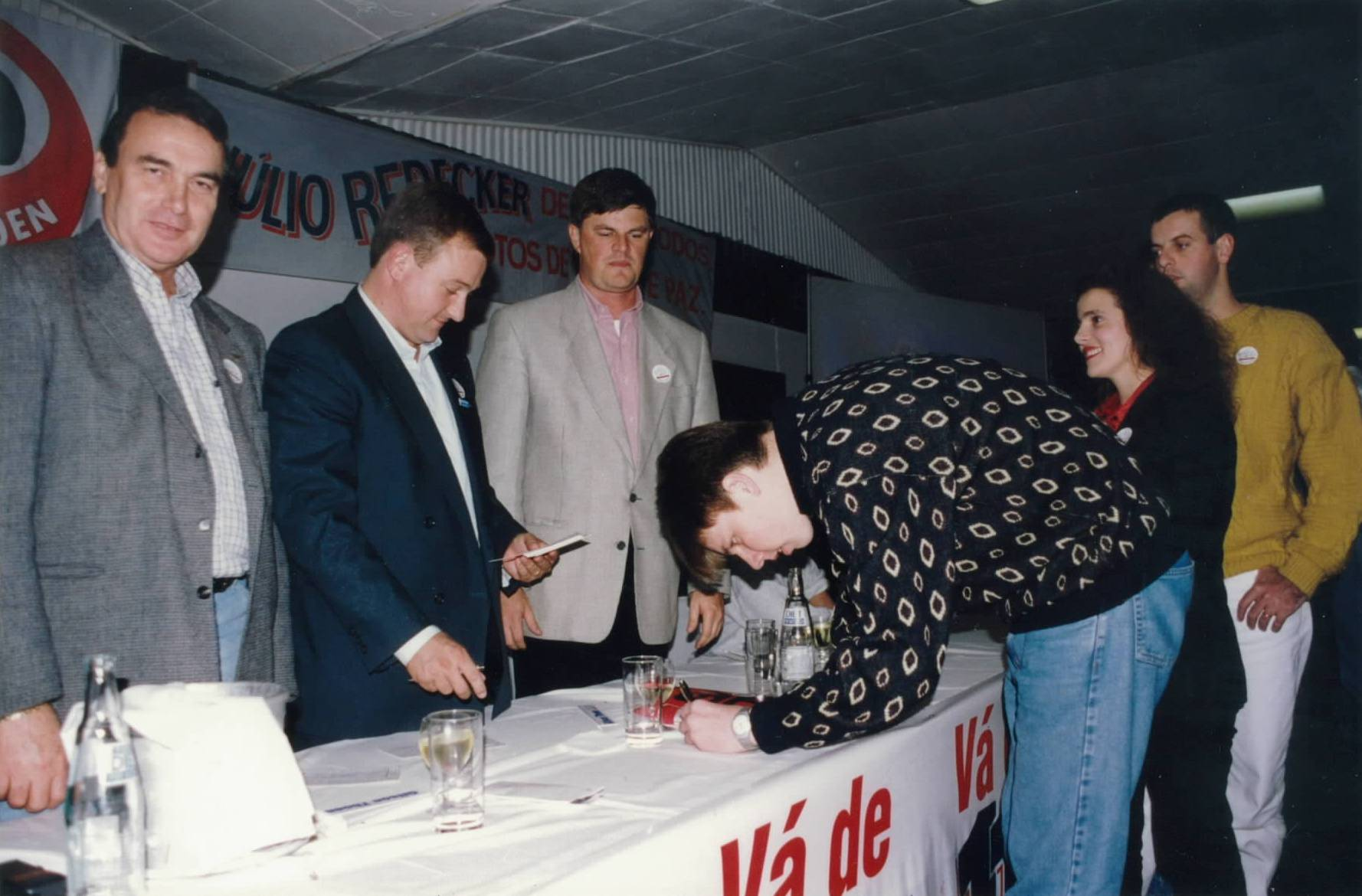
Lucas Redecker se filiando ao PPB, então partido de seu pai.

Em 2007, Júlio Redecker morreu em um acidente de avião, nesse mesmo ano, ele foi eleito como presidente da Juventude Tucana do Rio Grande do Sul. Em 2008, ele buscou ser eleito vice-prefeito na chapa de Jair Foscarini, na época prefeito de Novo Hamburgo, perdendo para o petista Tarcisio Zimmermann. É casado com Manuela Redecker e tem um filho, João Lucas, nascido em 2017.

### Deputado estadual
Na eleição estadual de 2010, foi eleito deputado estadual como quinto candidato mais votado em todo o estado, sendo o mais votado entre os candidatos do PSDB gaúcho. Redecker, seguindo seu partido, integrou oposição ao governo petista de Tarso Genro, articulando a instauração CPI da Energia Elétrica, que visava fiscalizar o abastecimento de energia elétrica no estado, servindo como presidente da comissão após ser instalada. Também chegou a liderar a bancada do PSDB na Assembleia Legislativa do Rio Grande do Sul e foi membro titular das comissões e Economia e de Constituição e Justiça.
Na legislatura subsequente, Lucas passou os primeiros dois anos licenciado para comandar a Secretaria de Minas e Energia do governo de José Ivo Sartori (PMDB). Como secretário estadual, buscou incentivar investimentos em energias renováveis, como a energia solar e a eólica. Em dezembro de 2016, Lucas Redecker anunciou sua intenção de retornar à Assembleia Legislativa, entregando o cargo ao secretário-adjunto da pasta, o também tucano Artur Lemos.
Como deputado estadual, foi contra realizar o plebiscito da privatização de determinada estatais junto as eleições por julgar que era inapropriado tratar dessas questões com consulta popular casada às eleições gerais, mas ressaltando que era a favor das privatizações. Lucas foi favorável à adesão ao Regime de Recuperação Fiscal (RRF). Esteve licenciado durante as votações sobre a Lei de Responsabilidade Fiscal Estadual, a extinção de fundações e o aumento do ICMS.
Na transição para o governo de Eduardo Leite, foi selecionado como chefe da equipe de transição de governo, articulando a prorrogação das alíquotas majoradas do ICMS e aprovação da PEC para permitir privatizações sem plebiscitos.

### Deputado federal
Na eleição estadual de 2018, Lucas se elegeu deputado federal. Em seu mandato na câmara, Lucas cronologicamente votou a favor da MP 867 (que segundo ambientalistas alteraria o Código Florestal anistiando desmatadores); a favor de criminalizar responsáveis por rompimento de barragens; a favor da PEC da Reforma da Previdência e contra excluir os professores nas regras da mesma; a favor da MP da Liberdade Econômica; contra Alteração no Fundo Eleitoral; contra aumento do Fundo Partidário; a favor de cobrança de bagagem por companhias aéreas; contra incluir políticas LGBTs na pasta de Direitos Humanos; a favor do PL 3723 que regulamenta a prática de atiradores e caçadores; a favor do "Pacote Anti-crime" de Sergio Moro; a favor do Novo Marco Legal do Saneamento; contra redução do Fundo Eleitoral; a favor da suspensão do mandato do deputado Wilson Santiago (PTB/PB), acusado de corrupção; a favor de ajuda financeira aos estados durante a pandemia de COVID-19; a favor do Contrato Verde e Amarelo; a favor da MP 910 (conhecida como MP da Grilagem); a favor da flexibilização de regras trabalhistas durante a pandemia; a favor do congelamento do salário dos servidores; a favor da anistia da dívida das igrejas; a favor da convocação de uma Convenção Interamericana contra o Racismo; duas vezes a favor de destinar verbas do novo FUNDEB para escolas ligadas às igrejas; a favor da autonomia do Banco Central; contra a manutenção da prisão do deputado bolsonarista Daniel Silveira (PSL/RJ); contra a validação da PEC da Imunidade Parlamentar; a favor da PEC Emergencial (que trata do retorno do auxílio emergencial por mais três meses e com valor mais baixo); a favor que empresas possam comprar vacinas da COVID-19 sem doar ao SUS; a favor de classificar a educação como "serviço essencial" (possibilitando o retorno das aulas presenciais durante a pandemia); a favor de acabar com o Licenciamento Ambiental para diversas atividades e a favor da privatização da Eletrobras.
Em 2021, apareceu na lista de 30 parlamentares apurada pelo jornal O Estado de S. Paulo que veio a rastrear os políticos que destinaram verbas públicas para compras de tratores e máquinas agrícolas em transações sob suspeita de superfaturamento, esse procedimento foi feito cruzando dados de uma planilha interna do Ministério do Desenvolvimento Regional e um relatório da Controladoria-Geral da União (CGU), além de Redecker, outros três deputados gaúchos figuram na lista, são eles: Giovani Cherini, Marlon Santos e Maurício Dziedricki.

## Desempenho eleitoral
| Ano  | Eleição                       | Cargo             | Partido | Coligação                                             | Suplentes                                         | Votos           | Resultado                                         |
| ---- | ----------------------------- | ----------------- | ------- | ----------------------------------------------------- | ------------------------------------------------- | --------------- | ------------------------------------------------- |
| 2004 | Municipal de Novo Hamburgo    | Prefeito          | PSDB    | sem coligação                                         | sem dados                                         | 13.485 (9,74%)  | Não eleito (4º lugar)                             |
| 2008 | Municipal de Novo Hamburgo    | Vice-prefeito     | PSDB    | PSDB / PMDB / PMN / DEM / PV / PTdoB / PSB / PP / PHS | vice na chapa de Jair Foscarini (PMDB)            | 57.921 (42,19%) | Não eleito (2º lugar)                             |
| 2010 | Estadual no Rio Grande do Sul | Deputado Estadual | PSDB    | PSDB / PRB / PSL / PSC / PPS / PHS / PTdoB            | Elisabete Felice (PSDB), Jorge Drumm (PSDB)       | 69.043 (1,22%)  | Eleito (5ª pessoa mais votada, 1ª na coligação)   |
| 2014 | Estadual no Rio Grande do Sul | Deputado Estadual | PSDB    | PSDB / SD / PRB                                       | Zilá Breitenbach (PSDB), Sanchotene Felice (PSDB) | 96.561 (1,73%)  | Reeleito (2ª pessoa mais votada, 1ª na coligação) |
| 2018 | Estadual do Rio Grande do Sul | Deputado Federal  | PSDB    | PSDB / PTB / PP / PRB / REDE                          | Ronaldo Santini (PTB), Ronaldo Nogueira (PTB)     | 114.346 (2,08%) | Eleito (7ª pessoa mais votada, 1ª na coligação)   |